# Hola dulce viento
"Hola dulce viento", también denominada "Mañana o pasado", es una canción compuesta por el músico argentino David Lebón e interpretada por la banda Pescado Rabioso, que integra el álbum doble Pescado 2 de 1973, segundo álbum de la banda, ubicado en la posición n.º 19 de la lista de los 100 mejores discos del rock argentino por la revista Rolling Stone.
Se trata de la primera composición grabada de David Lebón.
Para grabar este tema, Pescado Rabioso formó con Luis Alberto Spinetta en bajo y guitarra eléctrica, haciendo la segunda voz; David Lebón en guitarra acústica y primera voz. Carlos Cutaia interpretó el piano. Como siempre Black Amaya estuvo a cargo de la batería.
En 2009, Spinetta eligió dos temas del álbum, "Hola dulce viento", y "Credulidad", para incluirlos en el recital histórico Spinetta y las Bandas Eternas en el que repasó toda su obra.

## La canción
"Hola dulce viento" es el sexto track (Disco 1, Lado A, track 6) del álbum doble Pescado 2, el último del lado A, del disco 1. Con una letra de apenas cinco estrofas, la canción habla del alejamiento de una persona querida y lo expresa con la metáfora del viento:

¡Hola dulce viento!
Veo claramente en ti.
Eres como mi amiga que se va.

Spinetta explica en el cuadernillo del álbum que la canción "es como una mirada hacia el secreto de la visión":

Cuando David sugirió hacer su tema, flamante, nadie observó lo que iba a hacer cada uno. La frescura de los acordes RE DO SOL mayores son como la cara de su autor cuando se ríe. El ritmo es profundo y relax.
Cuadernillo del álbum Perscado 2

Se trata de la primera composición de Lebón que, ha dicho, aprendió a componer viéndolo a Spinetta. Al oír la canción, Spinetta se emocionó tanto que se puso a llorar. En ese momento Lebón y Spinetta vivían en el mismo departamento.